# Golia (caramella)
Golia è un brand di caramelle prodotte e distribuite dalla Perfetti Van Melle, sul mercato dal 1945 e inizialmente prodotte dalla Caremoli.
La denominazione della caramella fu suggerita all'imprenditore milanese Davide Caremoli da Alberto Piperno, rivenditore di dolciumi e liquori nel ghetto ebraico di Roma, a due passi dal Portico d’Ottavia. Piperno suggerì il nome, tratto dall'episodio biblico di Davide e Golia, e la riduzione del formato della caramella affinché potessero essere usate come resto nei bar. Sull’incarto delle caramelle Golia è stampata una Stella di David modificata.
La versione più nota è la caramella gommosa alla liquirizia. In seguito la Perfetti ne ha diversificato la produzione.

## Promozione
(Slogan pubblicitario)
Già a fine anni '60 le Golia erano pubblicizzate in TV a Carosello con lo slogan "Golia è aria viva in gola" e con stunts di sciatori, all'epoca il produttore era la Caremoli.
Altre campagne pubblicitarie delle caramelle Golia furono trasmesse in televisione all'inizio degli anni ottanta, ed erano costruite intorno al jingle "Chi non mangia la Golia è un ladro o una spia", adattamento di una celebre filastrocca popolare. Negli anni successivi le varie linee differenti del prodotto hanno assunto proprie campagne pubblicitarie distintive, ad esempio gli orsi bianchi "mascotte" delle Golia Bianca, la frase "A Marco piace" per le Golia Fresca Estate senza zucchero, e gli studenti inglesi che alzano la gonna delle compagne, soltanto soffiando, spot delle Golia Activ.
Infine, il marchio Golia è sponsor della versione italiana di The Voice.

## Varianti
- Golia classiche: Dischetti di liquirizia gommosi di piccole dimensioni, incartati singolarmente, nella forma classica delle caramelle.
- Golia bianche: Caramelle bianche alla menta di formato quadrato tondato con interno di liquirizia,
- Golia Frutta C: Caramelle agli agrumi ripiene di sciroppo.
- Golia Activ: Caramelle al limone ripiene di sciroppo.
- Golia Activ Blu: Caramelle balsamiche di diversi tipi: dure o gommose, con o senza zucchero.
- Golia Activ Plus: Caramelle alla menta ripiene di sciroppo balsamico.
- Golia Fresca Estate: Caramelle alla frutta con uno strato interno di menta e xilitolo.
- Gran Golia: Come la Classica, ma di dimensioni maggiori.
- Golia Activ Extra Forte: Caramelle balsamiche al mentolo eucaliptolo, senza zucchero, con edulcoranti-senza glutine.
- Golia Herbs Infusion: Caramelle balsamiche alle erbe officinali.